# Massouleh
Massouleh (ou encore Massouley ; en persan : ماسوله / Mâsule) est un village de la province du Guilan en Iran. Les noms historiques du village sont Maassalar et Khortab. Le village a été fondé au Xe siècle et sa population actuelle est estimée à 900 habitants.

## Géographie et climat
Massouleh est à environ 60 km au sud-ouest de Rasht et à 25 km à l'ouest de Fouman. Le village se situe 1 050 mètres d'altitude dans la chaîne de l'Elbourz, à côté du littoral sud de la mer Caspienne. Le village en lui-même a une dénivellation de plus de 100 mètres.
Le brouillard est le climat prédominant de Massouleh.

## Architecture

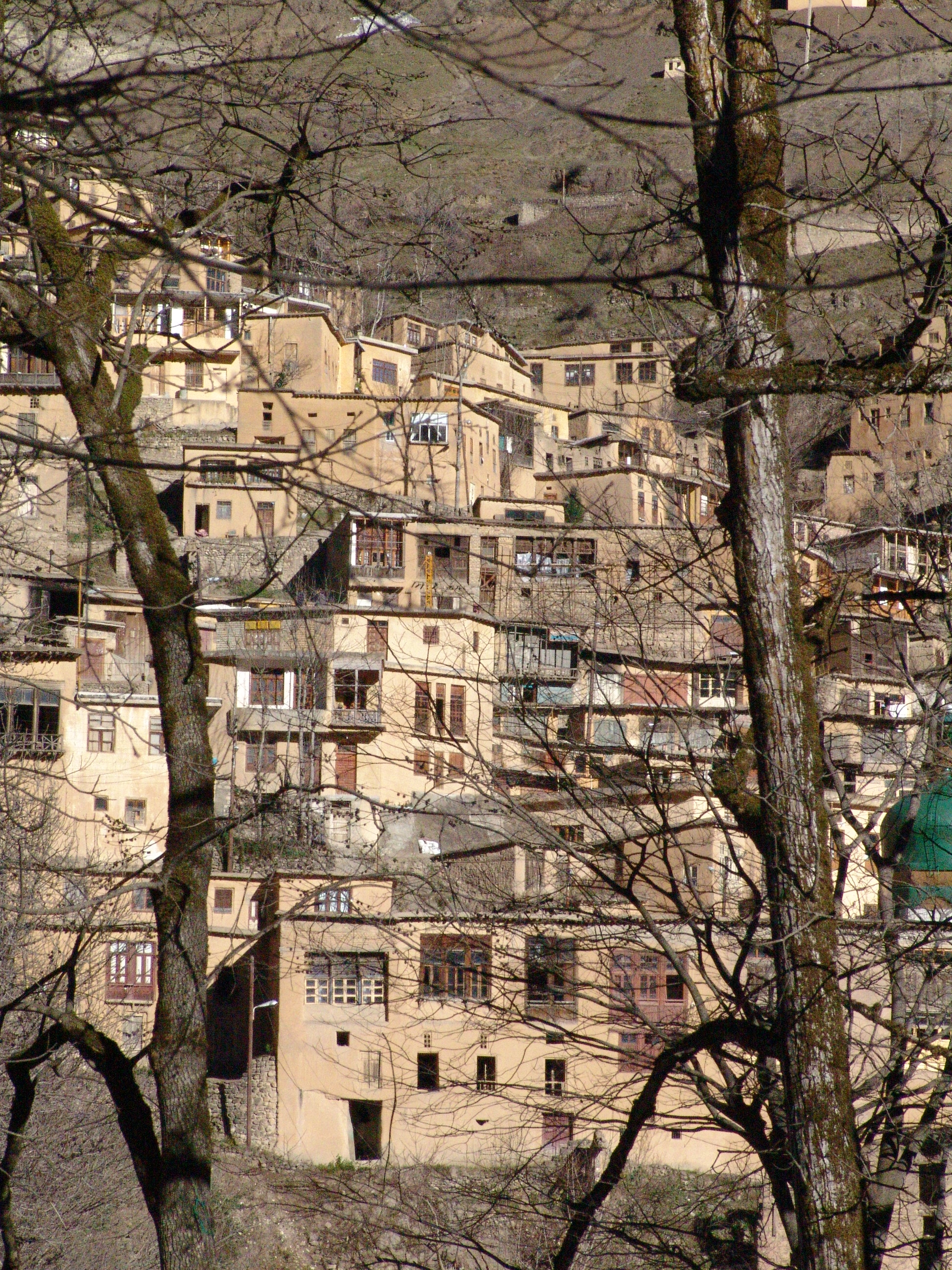
Vue de Massouleh

L'architecture de Massouleh est unique. Les bâtiments ont été construits à flanc de montagne et sont reliés entre eux. Les cours et les toits servent d'espaces piétons de la même façon que les rues, puisque le toit d'une maison sert de cour à la maison qui est située au-dessus. Massouleh n'autorise pas l'accès aux véhicules motorisés, à cause de sa conception unique. C'est le seul village en Iran à disposer d'une telle interdiction. Les rues étroites et les nombreux escaliers ne permettraient de toute façon pas aux véhicules de circuler dans le village.
L'extérieur des bâtiments est recouvert d'argile de couleur ocre/jaune. Cela permet une meilleure visibilité dans le brouillard.